# E supremi
E supremi (česky: Na výšinách) je encyklika vyhlášená papežem Piem X. 4. října 1903. Jednalo se o vůbec první encykliku za jeho pontifikátu a jejím tématem výrok apoštola Pavla obnovit vše v Kristu, aby Kristus byl vše ve všem.
Pius X. si nejprve stěžuje na zoufalý stav lidského pokolení a tento stav je podle něho způsoben nemocí - odpadem a odvratem lidstva od Boha. Papež dále zdůrazňuje nezbytnost plnit zásady plynoucí z evangelia jako např. zachovávat posvátnost svazku manželského (narážka na nevěru a rozvod dle civilního práva), provádět kvalitní křesťanskou výchovu dětí a mládeže, hájit právo na nezcizitelnost majetku v souvislosti s tehdejšími znárodňovacím ambicemi v různých státech a udržovat pořádek a sociální spravedlnost ve společnosti, to vše s vrcholným důrazem na vzor dobroty, mírnosti, lásky, obětavosti a trpělivosti, tedy na Ježíše Krista. Postoj některých států proti církví vidí jako boj jejich vládců proti Bohu. Brojí proti ideologií socialistů a komunistů. Zdůrazňuje důležitost vzdělání kněží a požaduje nejvyšší možnou úroveň morálního jednání už v seminářích.